# Wierzbinek (gemeente)

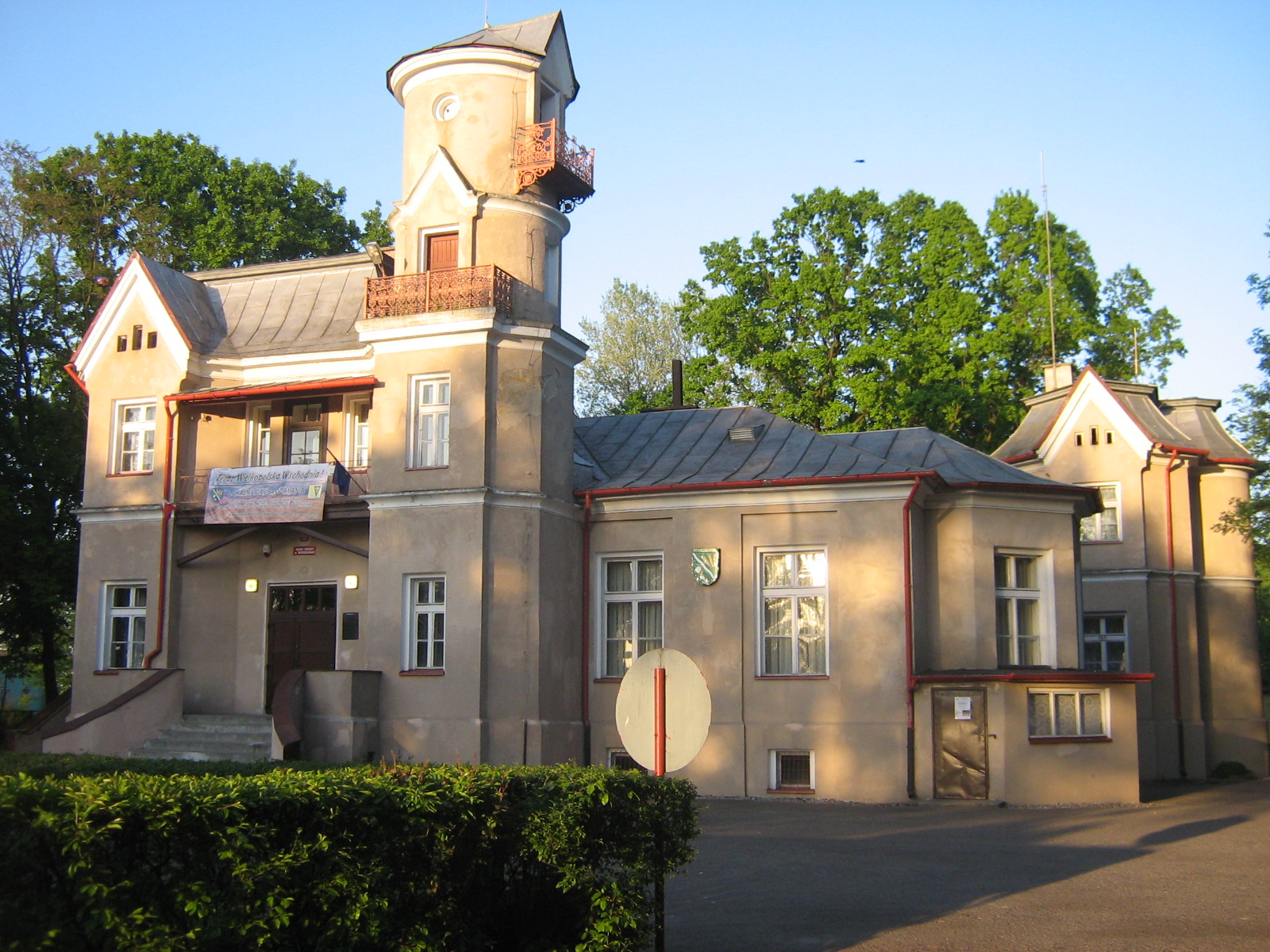
Slot in Wierzbinek

De gemeente Wierzbinek is een landgemeente in het Poolse woiwodschap Groot-Polen, in powiat Koniński.
De zetel van de gemeente is in Wierzbinek.
Op 30 juni 2004 telde de gemeente 7645 inwoners.

## Oppervlakte gegevens
In 2002 bedroeg de totale oppervlakte van gemeente Wierzbinek 148,05 km², waarvan:
- agrarisch gebied: 81%
- bossen: 11%

De gemeente beslaat 9,38% van de totale oppervlakte van de powiat.

## Demografie
Stand op 30 juni 2004:
| Omschrijving                   | Totaal | Totaal | Vrouwen | Vrouwen | Mannen | Mannen |
| ------------------------------ | ------ | ------ | ------- | ------- | ------ | ------ |
| eenheid                        | aantal | %      | aantal  | %       | aantal | %      |
| inwoners                       | 7645   | 100    | 3813    | 49,9    | 3832   | 50,1   |
| bevolkingsdichtheid (inw./km²) | 51,6   | 51,6   | 25,8    | 25,8    | 25,9   | 25,9   |

In 2002 bedroeg het gemiddelde inkomen per inwoner 1334,53 zł.

## Aangrenzende gemeenten
Babiak, Piotrków Kujawski, Skulsk, Sompolno, Ślesin, Topólka